# Bofrost Cup on Ice
Bofrost Cup on Ice – międzynarodowe zawody w łyżwiarstwie figurowym seniorów rozgrywane w Niemczech od 1986 r. do 2004 r. Od 1989 r. miejscem rozgrywania zawodów było Gelsenkirchen. W latach 1995–2002 wchodziły w cykl zawodów Grand Prix organizowanych przez Międzynarodową Unię Łyżwiarską. Zostały zastąpione w cyklu przez chińskie zawody Cup of China. W jego trakcie rozgrywane były zawody w jeździe indywidualnej kobiet i mężczyzn oraz par sportowych i tanecznych.
Wcześniejsze nazwy zawodów to Fujifilm Trophy (1986–1987), Nations Cup (1989–1997), Sparkassen Cup on Ice (1998–2001), ostateczna nazwa Bofrost Cup on Ice funkcjonowała w latach 2002–2004.

## Wyniki

### Soliści
| Rok                                      | Złoto                  | Srebro                | Brąz                   | Źr.   |
| ---------------------------------------- | ---------------------- | --------------------- | ---------------------- | ----- |
| 1986                                     | Petr Barna             | Alessandro Riccitelli | Zhang Shubin           |       |
| 1987                                     | Christopher Bowman     | Władimir Pietrenko    | Makoto Kano            |       |
| Zawody nie zostały rozegrane w 1988 roku |                        |                       |                        |       |
| 1989                                     | Petr Barna             | Wiktor Pietrenko      | Paul Wylie             |       |
| 1990                                     | Kurt Browning          | Todd Eldredge         | Ronny Winkler          |       |
| 1991                                     | Mark Mitchell          | Mirko Eichhorn        | Daniel Weiss           |       |
| 1992                                     | Todd Eldredge          | Aleksiej Urmanow      | Wiaczesław Zagorodniuk |       |
| 1993                                     | Wiktor Pietrenko       | Scott Davis           | Sébastien Britten      |       |
| 1994                                     | Elvis Stojko           | Shepherd Clark        | Dmytro Dmytrenko       |       |
| 1995                                     | Wiaczesław Zagorodniuk | Aleksiej Urmanow      | Todd Eldredge          |       |
| 1996                                     | Aleksiej Urmanow       | Dmytro Dmytrenko      | Aleksiej Jagudin       |       |
| 1997                                     | Elvis Stojko           | Igor Pashkevich       | Aleksandr Abt          |       |
| 1998                                     | Aleksiej Jagudin       | Aleksandr Abt         | Andrejs Vlascenko      |       |
| 1999                                     | Jewgienij Pluszczenko  | Guo Zhengxin          | Matthew Savoie         | [ 1 ] |
| 2000                                     | Jewgienij Pluszczenko  | Timothy Goebel        | Li Chengjiang          | [ 2 ] |
| 2001                                     | Jewgienij Pluszczenko  | Timothy Goebel        | Li Chengjiang          |       |
| 2002                                     | Jewgienij Pluszczenko  | Aleksandr Abt         | Li Chengjiang          | [ 3 ] |
| 2003                                     | Stefan Lindemann       | Jeffrey Buttle        | Silvio Smalun          | [ 4 ] |
| 2004                                     | Stefan Lindemann       | Ben Ferreira          | Matthew Savoie         | [ 5 ] |

### Solistki
| Rok                                      | Złoto            | Srebro             | Brąz              | Źr.   |
| ---------------------------------------- | ---------------- | ------------------ | ----------------- | ----- |
| 1986                                     | Dianne Takeuchi  | Fu Caishu          | Cornelia Renner   |       |
| 1987                                     | Midori Itō       | Jill Trenary       | Natalija Horbenko |       |
| Zawody nie zostały rozegrane w 1988 roku |                  |                    |                   |       |
| 1989                                     | Tonya Harding    | Marina Kielmann    | Patricia Neske    |       |
| 1990                                     | Kristi Yamaguchi | Evelyn Großmann    | Karen Preston     |       |
| 1991                                     | Nancy Kerrigan   | Marina Kielmann    | Laetitia Hubert   |       |
| 1992                                     | Surya Bonaly     | Tanya Bingert      | Marina Kielmann   |       |
| 1993                                     | Tanja Szewczenko | Oksana Bajuł       | Rena Inoue        |       |
| 1994                                     | Marina Kielmann  | Ołena Laszenko     | Tanja Szewczenko  |       |
| 1995                                     | Michelle Kwan    | Marija Butyrska    | Nicole Bobek      |       |
| 1996                                     | Irina Słucka     | Tara Lipinski      | Vanessa Gusmeroli |       |
| 1997                                     | Tanja Szewczenko | Irina Słucka       | Ołena Laszenko    |       |
| 1998                                     | Jelena Sokołowa  | Julija Ławrenczuk  | Marija Butyrska   |       |
| 1999                                     | Marija Butyrska  | Ołena Laszenko     | Irina Słucka      | [ 1 ] |
| 2000                                     | Marija Butyrska  | Sarah Hughes       | Tatyana Malinina  | [ 2 ] |
| 2001                                     | Marija Butyrska  | Yoshie Onda        | Angela Nikodinov  |       |
| 2002                                     | Yoshie Onda      | Fumie Suguri       | Susanna Pöykiö    | [ 3 ] |
| 2003                                     | Joannie Rochette | Susanna Pöykiö     | Júlia Sebestyén   | [ 4 ] |
| 2004                                     | Jane Bugaeva     | Constanze Paulinus | Annie Bellemare   | [ 5 ] |

### Pary sportowe
| Rok                                      | Złoto                                      | Srebro                                | Brąz                                 | Źr.   |
| ---------------------------------------- | ------------------------------------------ | ------------------------------------- | ------------------------------------ | ----- |
| 1986                                     | Melanie Gaylor / Lee Barkell               | Colette May / Carl Nelson             | Kerstin Kiminus / Stefan Pfrengle    |       |
| 1987                                     | Jill Watson / Peter Oppegard               | Laurene Collin / John Penticost       | Brigitte Groh / Holger Maletz        |       |
| Zawody nie zostały rozegrane w 1988 roku |                                            |                                       |                                      |       |
| 1989                                     | Jelena Bieczkie / Dienis Pietrow           | Peggy Schwarz / Alexander König       | Calla Urbanski / Mark Naylor         |       |
| 1990                                     | Natalja Miszkutionok / Artur Dmitrijew     | Christine Hough / Doug Ladret         | Radka Kovaříková / René Novotný      |       |
| 1991                                     | Isabelle Brasseur / Lloyd Eisler           | Jewgienija Szyszkowa / Wadim Naumow   | Radka Kovaříková / René Novotný      |       |
| 1992                                     | Mandy Wötzel / Ingo Steuer                 | Kyoko Ina / Jason Dungjen             | Oksana Kazakowa / Dmitrij Suchanow   |       |
| 1993                                     | Jewgienija Szyszkowa / Wadim Naumow        | Mandy Wötzel / Ingo Steuer            | Kyoko Ina / Jason Dungjen            |       |
| 1994                                     | Mandy Wötzel / Ingo Steuer                 | Oksana Kazakowa / Dmitrij Suchanow    | Stephanie Stiegler / Lance Travis    |       |
| 1995                                     | Marina Jelcowa / Andriej Buszkow           | Mandy Wötzel / Ingo Steuer            | Jelena Bierieżna / Oļegs Šļahovs     |       |
| 1996                                     | Mandy Wötzel / Ingo Steuer                 | Marina Jelcowa / Andriej Buszkow      | Kyoko Ina / Jason Dungjen            |       |
| 1997                                     | Mandy Wötzel / Ingo Steuer                 | Jelena Bierieżna / Anton Sicharulidze | Jewhenija Fiłonenko / Ihor Marczenko |       |
| 1998                                     | Marija Pietrowa / Aleksiej Tichonow        | Peggy Schwarz / Mirko Müller          | Tiffany Stiegler / Johnnie Stiegler  |       |
| 1999                                     | Marija Pietrowa / Aleksiej Tichonow        | Jamie Salé / David Pelletier          | Shen Xue / Zhao Hongbo               | [ 1 ] |
| 2000                                     | Sarah Abitbol / Stéphane Bernadis          | Marija Pietrowa / Aleksiej Tichonow   | Tatjana Tot´mianina / Maksim Marinin | [ 2 ] |
| 2001                                     | Shen Xue / Zhao Hongbo                     | Kyoko Ina / John Zimmerman            | Marija Pietrowa / Aleksiej Tichonow  |       |
| 2002                                     | Shen Xue / Zhao Hongbo                     | Julija Obertas / Aleksiej Sokołow     | Dorota Zagórska / Mariusz Siudek     | [ 3 ] |
| 2003                                     | Valérie Marcoux / Craig Buntin             | Julija Obertas / Siergiej Sławnow     | Elizabeth Putnam / Sean Wirtz        | [ 4 ] |
| 2004                                     | Wiktorija Borzienkowa / Andriej Czuwilajew | Valérie Marcoux / Craig Buntin        | Rebecca Handke / Daniel Wende        | [ 5 ] |

### Pary taneczne
| Rok                                      | Złoto                                   | Srebro                                  | Brąz                                    | Źr.   |
| ---------------------------------------- | --------------------------------------- | --------------------------------------- | --------------------------------------- | ----- |
| 1986                                     | Lia Trovati / Roberto Pelizzola         | Elizabeth Coates / Alan Abretti         | Dominique Yvon / Frédéric Palluel       |       |
| 1987                                     | Marina Klimowa / Siergiej Ponomarienko  | Antonia Becherer / Ferdinand Becherer   | Michela Malingambi / Andrea Gilardi     |       |
| Zawody nie zostały rozegrane w 1988 roku |                                         |                                         |                                         |       |
| 1989                                     | Majia Usowa / Aleksandr Żulin           | Suzanne Semanick / Ron Kravette         | Andrea Weppelmann / Hendryk Schamberger |       |
| 1990                                     | Irina Romanowa / Jegor Jaroszenko       | April Sargent / Russ Witherby           | Anna Croci / Luca Mantovani             |       |
| 1991                                     | Tatjana Nawka / Samwieł Giezalan        | Kateřina Mrázová / Martin Šimeček       | April Sargent-Thomas / Russ Witherby    |       |
| 1992                                     | Anżelika Kryłowa / Władimir Fiodorow    | Stefania Calegari / Pasquale Camerlengo | Jennifer Goolsbee / Hendryk Schamberger |       |
| 1993                                     | Irina Romanowa / Jegor Jaroszenko       | Kateřina Mrázová / Martin Šimeček       | Jelena Kustarowa / Oleg Owsiannikow     |       |
| 1994                                     | Marina Anisina / Gwendal Peizerat       | Margarita Drobiazko / Povilas Vanagas   | Jennifer Boyce / Michel Brunet          |       |
| 1995                                     | Anżelika Kryłowa / Oleg Owsiannikow     | Irina Romanowa / Jegor Jaroszenko       | Irina Łobaczowa / Ilja Awierbuch        |       |
| 1996                                     | Anżelika Kryłowa / Oleg Owsiannikow     | Shae-Lynn Bourne / Victor Kraatz        | Sophie Moniotte / Pascal Lavanchy       |       |
| 1997                                     | Anżelika Kryłowa / Oleg Owsiannikow     | Marina Anisina / Gwendal Peizerat       | Irina Romanowa / Jegor Jaroszenko       |       |
| 1998                                     | Anżelika Kryłowa / Oleg Owsiannikow     | Shae-Lynn Bourne / Victor Kraatz        | Kati Winkler / René Lohse               |       |
| 1999                                     | Shae-Lynn Bourne / Victor Kraatz        | Kati Winkler / René Lohse               | Ałbena Denkowa / Maksim Stawiski        | [ 1 ] |
| 2000                                     | Barbara Fusar-Poli / Maurizio Margaglio | Margarita Drobiazko / Povilas Vanagas   | Shae-Lynn Bourne / Victor Kraatz        | [ 2 ] |
| 2001                                     | Barbara Fusar-Poli / Maurizio Margaglio | Marie-France Dubreuil / Patrice Lauzon  | Natalja Romaniuta / Daniił Barancew     |       |
| 2002                                     | Ałbena Denkowa / Maksim Stawiski        | Galit Chait / Siergiej Sachnowski       | Kati Winkler / René Lohse               | [ 3 ] |
| 2003                                     | Marie-France Dubreuil / Patrice Lauzon  | Kati Winkler / René Lohse               | Federica Faiella / Massimo Scali        | [ 4 ] |
| 2004                                     | Ałbena Denkowa / Maksim Stawiski        | Isabelle Delobel / Olivier Schoenfelder | Jekatierina Rublowa / Iwan Szefier      | [ 5 ] |